# Giuseppe Spagnulo

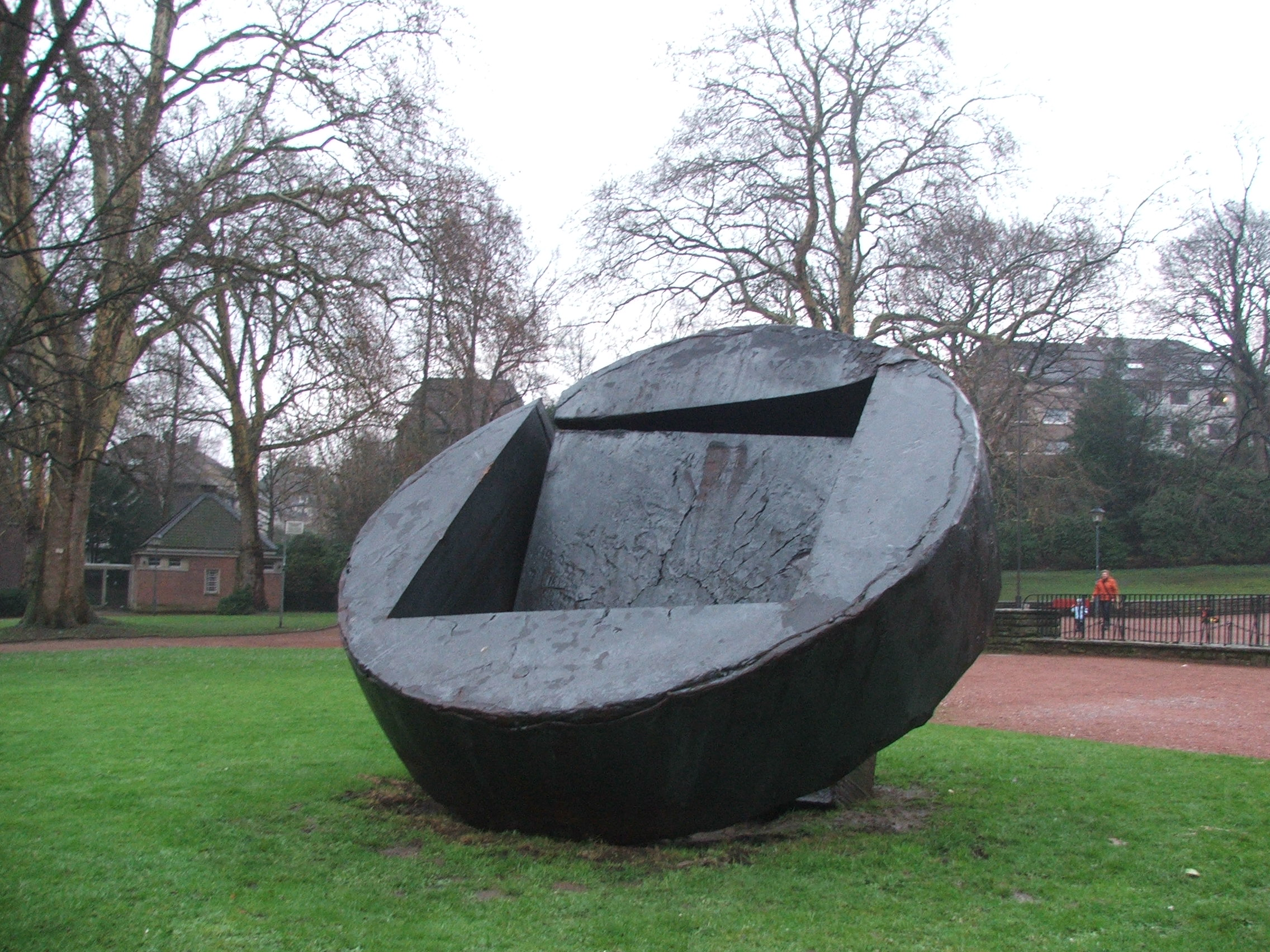
Grande Ruota, Skulptur von Giuseppe Spagnulo. 2006 im Stadtpark Bochum aufgestellt

Giuseppe Spagnulo (* 28. Dezember 1936 in Grottaglie, Provinz Tarent (Apulien); † 15. Juni 2016) war ein italienischer Bildhauer.

## Leben und Werk

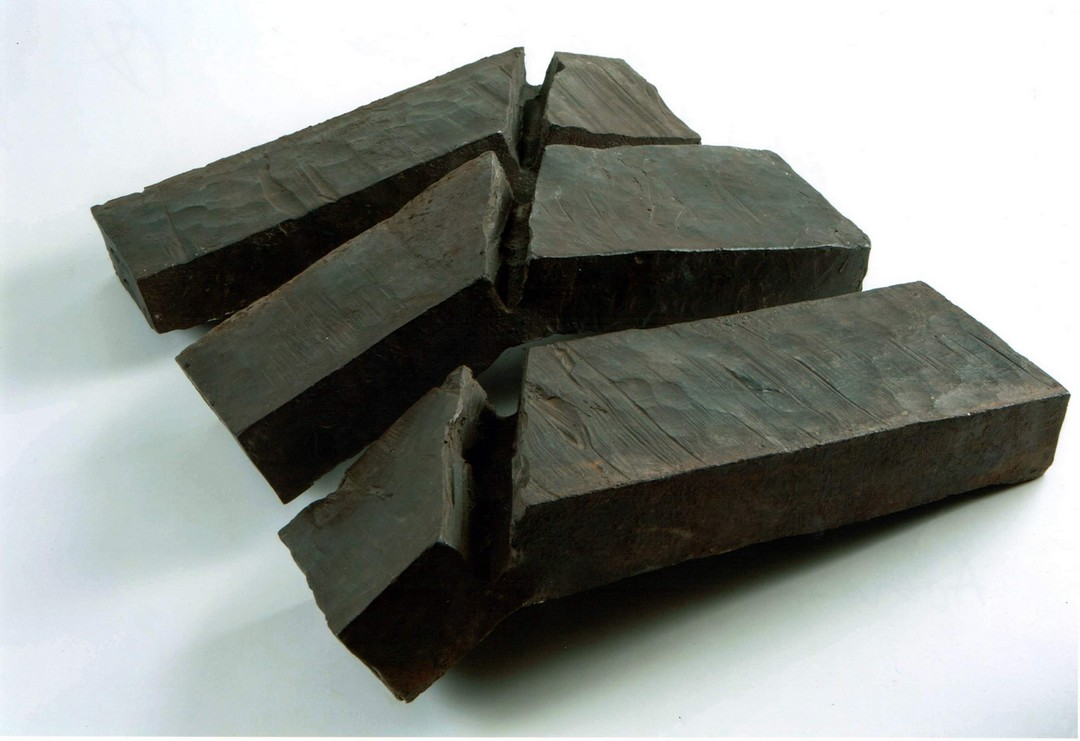
Ferro spezzato – diagonale, 1974

Spagnulo bildete sich von 1952 bis 1958 am „Instituto d’arte per la ceramica“ in Faenza aus. 1959 war er Assistent in den Bildhauerateliers von Lucio Fontana und Arnaldo Pomodoro und machte Bekanntschaft mit Piero Manzoni. 1968 nahm er aktiv an der Protestbewegung der Universitäten teil und arbeitete an den ersten Eisenplastiken. Auf Einladung des „Newport Harbor Art Museum“ im Jahre 1977 machte er eine Reise durch Kalifornien.

## Auszeichnungen und Ehrungen
- 1974: Erster Preis des 5. Premio Scultura Seregno-Brianza
- 1980: DAAD-Stipendiat in Berlin

## Ausstellungen
- 1972: 36. Biennale von Venedig, Venedig
- 1977: documenta 6, Kassel

## Arbeiten im öffentlichen Raum (Auswahl)
- 1974 Ferro spezzato – Barra. Kunstmuseum Bochum[1]
- 1974 Ferro spezzato – Grande Diagonale. Ruhr-Universität Bochum[2]
- 1974 Ferro spezzato – La Grande Curva. Schlosspark Haus Weitmar, Bochum[3]
- 1979/80 Allegorie auf den trojanischen Krieg. Deutsches Bergbau-Museum, Bochum[4]
- 2000/06 Grande Ruota. Stadtpark Bochum[5]
- 2005 Ferro spezzato – Blocco. Schlosspark Haus Weitmar, Bochum[6]